# ニコライ・アレクセーエヴィチ・オルロフ

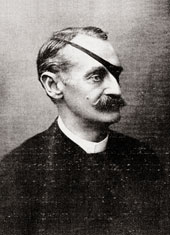
ニコライ・アレクセーエヴィチ・オルロフ公、1869年/1870年。

ニコライ・アレクセーエヴィチ・オルロフ公（ロシア語: Николай Алексеевич Орлов、1827年4月27日 - 1885年3月17日（グレゴリオ暦））は、ロシア帝国の外交官、作家。オルロフ家出身。

## 生涯
アレクセイ・フョードロヴィチ・オルロフ公爵の1人息子として生まれた。最初は軍人としての道を歩もうとしたが、クリミア戦争で重傷を負い、その後は外交官に転身した。彼は外国駐在ロシア大使としてブリュッセル（1859年7月3日 - 1869年12月13日）、オーストリア＝ハンガリー帝国（1869年12月13日 - 1870年5月2日）、パリ（1870年 - 1882年）、ベルリン（1882年 - 1885年）に駐在した。政治では改革を支持、1881年にオルロフの体刑に関する記事が『ルースカヤ・スタリナ』に出た結果、体刑が廃止された。また正教会忌避者への寛容も支持した。ほかにもオルロフの著作『1806年の三週間戦役の概要』が1856年にサンクトペテルブルクで出版された。

## 家族
1858年にエカチェリーナ・ニコラエヴナ・トルベツカヤと結婚、2男をもうけた。
- アレクセイ・ニコラエヴィチ・オルロフ（ロシア語版）（1867年 - 1916年）
- ウラジーミル・ニコラエヴィチ・オルロフ（英語版）（1868年 - 1927年）